# Lancia D20
La Lancia D20 è un'automobile da competizione realizzata dalla casa torinese Lancia nel 1953.

## Il contesto
Nell'immediato dopoguerra, appena insediato ai vertici dell'azienda di famiglia, l'ingegner Gianni Lancia mostra un particolare interesse per le competizioni automobilistiche, differenziandosi in questo dal padre - l'indimenticato Vincenzo- che, dopo aver partecipato con successo in prima persona al volante di vetture Fiat alle prime corse automobilistiche di inizio secolo, una volta trasformatosi in costruttore non ambisce a che le sue vetture si affermino agonisticamente.
Subito dopo la presentazione del modello Aurelia - che, specialmente nella versione coupé B20  sembra particolarmente adatto all'uopo - l'ingegnere decide di scendere in campo nell'agone sportivo: in una prima fase (1951) in casa Lancia ci si accontenta di “assistere” i clienti che desiderano partecipare alle corse più importanti, poi (1952) si scende in campo “ufficialmente” con le Aurelia B20 appositamente allestite e preparate, dopodiché si pensa di cimentarsi nelle corse con un prodotto specificatamente progettato, che debutta nel 1953.
Nasce così, a cavallo tra il 1952 ed il 1953, il modello D20, che molti inizialmente definiscono un po' troppo semplicisticamente e frettolosamente come “Aurelia 2900”. In realtà non si tratta di una ennesima versione dell'Aurelia (che, nell'eventualità, avrebbe dovuto essere contrassegnata dalla sigla con la lettera “B” come in uso in quegli anni alla Lancia) ma di un prodotto, sempre progettato dal celebre Vittorio Jano, che, pur derivato dall'Aurelia, si differenziava per non poche particolarità tecniche.

## Storia ed evoluzione
Dal momento della decisione di realizzare questa vettura da competizione e quello del debutto agonistico (25 aprile 1953) pare sia intercorso un anno abbondante. I progettisti che affiancano Vittorio Jano rispondono ai nomi di Ettore Zaccone Mina (specializzato in motoristica), di Francesco Faleo (telaistica), di Mattei (prove motori) e di Luigi Bosco (trasmissione). Nel primo semestre del 1952 viene realizzato un primo motore (tipo B110) avente una cilindrata di 2494 cmc ed erogante oltre 180 HP, che però evidentemente non soddisfa appieno e che viene presto accantonato in favore di una unità più potente. Il motore – sempre un 6 cilindri a V di 60° - che equipaggia la D20 sfiora infatti i tre litri di cilindrata (il motore è pressoché “quadro” nel senso che le misure di alesaggio e di corsa sono quasi identiche, ovvero mm 86 ed 85 rispettivamente) e supera i 215 HP a 6500 giri al minuto. Caratteristiche peculiari del motore sono: quattro alberi a camme in testa, doppia accensione, alimentazione a mezzo di tre carburatori doppio corpo. Le sospensioni sono a quattro ruote indipendenti: avantreno a balestra trasversale e bracci oscillanti, retrotreno a trapezi e balestra trasversale. Dal punto di vista estetico, la D20 si presenta come un filante ed elegante coupé dovuto alla matita di Pininfarina.
Poiché Gianni Lancia punta decisamente a far partecipare la sua Casa torinese al Campionato del Mondo Vetture Sport (istituito proprio nel 1953) è evidente che la D20 non può che rappresentare una sorta di trampolino di lancio sperimentale, trattandosi di un modello con potenza non sufficiente a contrastare le marche più blasonate (Ferrari in primis). Quattro delle undici “D20” messe in cantiere vengono trasformate in corso d'opera nel nuovo tipo D23 spider, destinato a far da ponte tra la D20 e la D24, la vettura destinata a diventare famosa per la vittoria alla Carrera Messicana ed a dimostrarsi davvero in grado di competere ad armi pari con le migliori Ferrari, Alfa Romeo, Jaguar ed Aston Martin.

## Caratteristiche tecniche
- - Periodo di costruzione: 1952/1953
  - Modello:
    - tipo D20, coupé competizione, con guida a destra

  - Motore: tipo D20 (sporadicamente utilizzato anche un motore tipo B110); per la disputa della "24 Ore di Le Mans" il motore tipo D20 viene ridotto di cilindrata e sovralimentato mediante l'adozione di un compressore Roots
  - Numerazione autotelai
    - telaio #002 (targa “prova TO 420”) munita di motore B110
    - telaio #003 (targa TO 145294)
    - telaio #004 (targa TO 145296)
    - telaio #005 (targa TO 145295)
    - telaio #006 (targa TO 145297)
    - telaio #007 (targa TO 147XXX) prototipo
    - telaio #009 (targa TO 147XXX) prototipo

  - Unità costruite: 7  (5 + 2 prototipi)

| Caratteristiche tecniche Lancia D20 coupé competizione | Caratteristiche tecniche Lancia D20 coupé competizione |
| ------------------------------------------------------ | --- |
| Motore                                                 | tipo "B110" (2,5 litri, montato sul primo esemplare, con telaio #002) e tipo D20 (3 litri ad alimentazione atmosferica oppure 2,7 litri sovralimentato, quest'ultima configurazione utilizzata esclusivamente per disputare la “24 Ore” di Le Mans 1953); anteriore, longitudinale, monoblocco; blocco motore in lega leggera, pistoni in lega d'alluminio; camere di scoppio emisferiche; albero motore (molto corto) in acciaio speciale, temprato, contrappesato e ruotante su 4 supporti; diametro dei perni di banco 60 mm, diametro dei perni di manovella di 50 mm. |
| Numero e posizione cilindri                            | 6 cilindri a V (60°). |
| Cilindrata                                             | tipo B110= cmc 2488,81 (alesaggio mm 80,50 - corsa mm 81,50); tipo D20 normale= cmc 2962,50 (alesaggio mm 86,00 – corsa mm 85,00); tipo D20 “Le Mans”(sovralimentato)= cmc 2693,32 (alesaggio mm 82,00 – corsa mm 85,00) |
| Distribuzione                                          | quattro alberi a camme in testa (due per bancata) comandati da catena ed azionanti direttamente le valvole (evidentemente in testa) mediante piattelli a forma di controfungo avvitati allo stelo delle valvole stesse (che sono inclinate rispetto all'asse del cilindro) |
| Rapporto di compressione                               | motore tipo B110= 8,5:1; motore D20 normale= 9,2:1; motore tipo D20 “Le Mans” (sovralimentato)=6,6:1 |
| Potenza max                                            | tipo B110= 187 HP a 6800 giri/minuto; tipo D20 “atmosferico”= 215/220 HP a 6500 giri/minuto; tipo D20 “Le Mans”(sovralimentato)=240 HP a 6500 giri/minuto. |
| Lubrificazione                                         | forzata,a carter umido; lubrificazione con olio nella coppa e con derivazione esterna del circuito (attraverso un grande radiatore avente anche funzione di serbatoio, sistemato all'interno del parafango posteriore destro); nelle ultime uscite, il radiatore dell'olio viene spostato nel cofano della vettura, in basso, davanti al radiatore dell'acqua; circuito pressurizzato; pompa dell'olio all'interno della coppa. |
| Raffreddamento                                         | ad acqua, a circolazione forzata con pompa; ventola meccanica. |
| Accensione                                             | a due spinterogeni (uno per ciascuna bancata dei cilindri); due candele per cilindro; |
| Alimentazione                                          | a tre carburatori verticali Weber doppio corpo tipo 42 DCF 7 montati in maniera tale da alimentare ciascuno separatamente i cilindri omologhi delle due bancate; nella versione "2 litri e mezzo" con motore B110, i tre carburatori sono del tipo Weber 40 DCF 5; nella versione allestita per la partecipazione alla “24 Ore di Le Mans” del giugno'53, vengono montati due carburatori Weber orizzontali 45 DCO e viene adottato un compressore volumetrico a lobi del tipo Roots: questo compressore viene montato al di sopra della “V” dei cilindri ed è comandato da una larga cinghia piatta (95 mm) calettata sul volano motore; la pressione di alimentazione è di 1,63 bar. |
| Impianto elettrico                                     | a 12 Volt; dinamo 17 A; batteria da 48 Ah, sistemata nel baule (successivamente spostata nell'abitacolo, lato passeggero) |
| Trasmissione                                           | trazione sulle ruote posteriori; frizione, cambio e differenziale in gruppo unico, ancorato al telaio e disposto al retrotreno. La trasmissione dal motore (anteriore) al gruppo frizione-cambio-differenziale (posteriore) avviene tramite un albero di piccola sezione, in due tronchi, sorretto al centro da un cuscinetto montato su supporto elastico; differenziale autobloccante. |
| Frizione                                               | frizione in blocco unico con cambio e differenziale (blocco unico disposto al retrotreno, come indicato alla voce “trasmissione”) con doppio disco a secco. |
| Cambio                                                 | cambio in blocco con frizione e differenziale (blocco unico disposto al retrotreno, come indicato alla voce “trasmissione”) a 4 rapporti + retromarcia; scatola del cambio in lega leggera; blocco cambio con coppa olio supplementare; II, III e IV marcia sincronizzate; rapporti: I=2,647:1;II=1,70:1;III=1,16:1;IV=0,857:1; leva di comando a leva centrale. |
| Rapporto al ponte                                      | coppia conica; rapporto finale di riduzione 4,200:1 (10/42) oppure 4,444:1 (9/40) oppure 4,667:1 (9/42) |
| Telaio                                                 | gabbia (comprendente il padiglione vettura) a struttura tubolare, con elementi a pareti sottili al cromo-molibdeno |
| Sospensioni ant.                                       | a ruote indipendenti, balestra unica trasversale superiore, braccio oscillante inferiore, bielletta superiore di spinta; ammortizzatori idraulici telescopici |
| Sospensioni post.                                      | a ruote indipendenti, trapezi obliqui inferiori, balestra trasversale superiore; ammortizzatori idraulici telescopici ed ammortizzatori sussidiari ad attrito “a compasso” (regolabili manualmente dall'abitacolo, azionando un piccolo volante collegato ad alcune catenelle che dal retrotreno giungevano fino al padiglione) |
| Impianto frenante                                      | freni d'esercizio, a pedale, idraulici ed agenti sulle 4 ruote; i tamburi dei freni anteriori non sono montati, come d'uso normale, sulle ruote, ma ancorati al telaio, per cui la trasmissione del moto fra ruota e tamburo avviene mediante un sistema piuttosto “complicato” (giunto omocinetico lato ruota, giunto a blocchetti lato tamburo); i tamburi dei freni posteriori sono montati all'uscita dal gruppo frizione-cambio-differenziale; diametro dei tamburi: anteriormente cm 38, posteriormente cm 32; larghezza dei ceppi dei freni cm 7; ventilazione freni centrifuga forzata, mediante feritoie radiali ricavate da disco estrattore; freno a mano di stazionamento, meccanico, agente sulle ruote posteriori. |
| Sterzo                                                 | sterzo a vite senza fine e settore elicoidale; guida registrabile, con possibilità di ottenere facilmente la variazione dell'angolo di sterzatura delle ruote e sul rapporto di riduzione; piantone montato su supporto scorrevole, al fine di poter variare l'altezza e l'inclinazione a seconda del desiderio del pilota. |
| Ruote                                                  | Borrani, a raggi, da 16” (5K-16 anteriormente e 5.1/2K-16 posteriormente). |
| Pneumatici                                             | Pirelli Stelvio; misure: 6.00x16 anteriormente e 6.50x16 posteriormente. |
| Passo                                                  | cm 260,0. |
| Carreggiate anter-poster                               | cm 129,5 -cm 125,0. |
| Lunghezza x larghezza x altezza                        | vettura (coupé) cm 385,0 x cm 149,0 x cm 132,0 |
| Carrozzeria, arredamenti ed accessori                  | coupé 2 porte, 2 posti, dovuto alla Carrozzeria Pininfarina; carrozzeria in lega di alluminio sottile (0,8-1,2 mm) battuto ma mano, ribattuto sulla struttura tubolare con inserimento di pannellature in lamiera d'acciaio saldate ai tubi del telaio; ruota di scorta sistemata in coda alla vettura (nel baule); parabrezza con cristallo accoppiato; luci laterali e lunotto in plexiglas; la particolare sistemazione del radiatore dell'olio (all'interno del parafango posteriore destro) impone l'adozione di una presa d'aria sul “naso” del parafango posteriore destro, con ampia sezione libera di scarico realizzata attorno al fanalino posteriore (successivamente sostituita da normali feritoie di scarico); i tubi di scarico, che in origine scorrono normalmente sotto il pavimento, vengono successivamente dislocati lateralmente in vista (con uscita all'esterno davanti al passaruota posteriore); volante di guida in duralluminio e legno; ventilazione abitacolo (precaria) tramite prese d'aria sul tetto (inizialmente la presa d'aria sul tetto è una sola, ma successivamente ne viene aggiunta una seconda), sul pavimento e nel baule posteriore. |
| Peso a vuoto                                           | a secco Kg 800 (815 la versione sovralimentata per “Le Mans”) |
| Serbatoio carburante                                   | in alluminio, chiodato, sistemato in coda alla vettura, con capacità di litri 130, |
| Velocità massima                                       | con motore B110=circa 220 Km/h; con motore D20 normale=circa 225 km/h; con motore D20 “Le Mans” (sovralimentato)=circa 230 km/h; velocità massime nelle varie marce, I=70/75 km/h; II=110/116 km/h; III=160/170 km/h. |

## L'attività sportiva
Le berlinette D20 prendono parte, in poco più di due mesi (tra il 25 aprile ed il 5 luglio del 1953) a sette competizioni: i risultati, se pur non mirabolanti, sono comunque di tutto rispetto, dal momento che annoverano due vittorie assolute (alla cronoscalata Palermo-Monte Pellegrino e soprattutto alla Targa Florio), una piazza d'onore (Coppa della Consuma) ed un terzo posto alla massacrante Mille Miglia (che, da sé, vale quanto una vittoria in una gara "normale"). Sfortunate invece le trasferte all'estero, con i ritiri alla "24 ore" di Le Mans e a Porto.
Italia, 1953, 25/26 aprile, XX Mille Miglia

Il "faticoso" arrivo a Brescia di Clemente Biondetti

La berlinetta D20 esordisce alla XX edizione della Mille Miglia, che si svolge sul tradizionale percorso Brescia-Roma-Brescia (Km 1512) tra il 25 ed il 26 aprile. Al “via” di questa classicissima corsa italiana, si contano cinque berlinette: quattro di esse sono “vere” D20, munite del motore da 3 litri, mentre la quinta è una sorta di “ibrido”, essendo munita del motore “quadro” sperimentale da 2,5 litri. Le quattro D20-3 litri vengono affidate alle mani esperte di Clemente Biondetti, Felice Bonetto, Umberto Maglioli e Piero Taruffi (investito dalla qualifica di “capo-squadra”), mentre la D20-2,5 litri è destinata a Franco Bornigia. Maglioli e Taruffi, oltre al Bornigia, sono costretti al ritiro per guasti meccanici, mentre Bonetto conclude la gara in un'ottima terza posizione assoluta e Biondetti è ottavo. Ma non si può evitare di rimarcare come “la volpe d'argento” (questa l'affettuoso nomignolo affibbiato a Taruffi) abbia condotto una fase iniziale di assoluto rilievo, transitando al controllo di Verona in seconda posizione, alle spalle dell'Alfa Romeo Disco Volante di Consalvo Sanesi ma davanti alle numerose Ferrari e, persino, all'Alfa Romeo del “campionissimo” Juan Manuel Fangio. A metà corsa (ovvero al passaggio dalla capitale) la situazione di classifica vede Bonetto al 5º posto (preceduto da Karl Kling, Juan Manuel Fangio, Giannino Marzotto e Giovanni Bracco) con Maglioli 7° e Biondetti 12°. Poi, sul passo della Futa, Maglioli accusa un irreparabile guasto al differenziale ed è costretto ad abbandonare, mentre Biondetti rinviene fortissimo ma un guasto lo costringe a compiere gli ultimi chilometri al rallentatore (addirittura spingendo a forza di braccia, assieme al coequiper Barovero, la vettura) e finisce ottavo.
Questa la classifica finale (primi 10) della corsa (percorso totale Km 1512,000) :

1.[#547] Marzotto Giannino/Crosara Marco (Ferrari 340MM spider) 10h37'19” (Km/h 142,346)

2.[#602] Fangio Juan Manuel/Sala Giulio (Alfa Romeo 6C3000CM coupé) 10h49'03”

3.[#606] Bonetto Felice/Peruzzi U. (Lancia D20 coupé) 11h07'40”

4.[#608] Cole Tom/Vandelli Mario (Ferrari 340MM spider) 11h20'39”

5.[#611] Parnell Reginald/Klementaski Louis (Aston Martin DB3 spider) 11h32'43”

6.[#525] Giletti Emilio/Bertocchi Guarino (Maserati A6GCS/53 spider) 11h38'42”

7.[#546] Anselmi Enrico/Maggio Luigi (Lancia Aurelia B20-2500 coupé) 11h41'07”

8.[#616] Biondetti Clemente/Barovero E. (Lancia D20 coupé) 11h49'49”

9.[#633] Cabianca Giulio/Roghi Gianfranco (Ferrari 250MM spider) 11h51'39”

10.[#512] Mantovani Sergio/Palazzi R. (Maserati A6GCS/53 spider) 11h51'56”
Italia, 1953, 10 maggio, Palermo-Monte Pellegrino

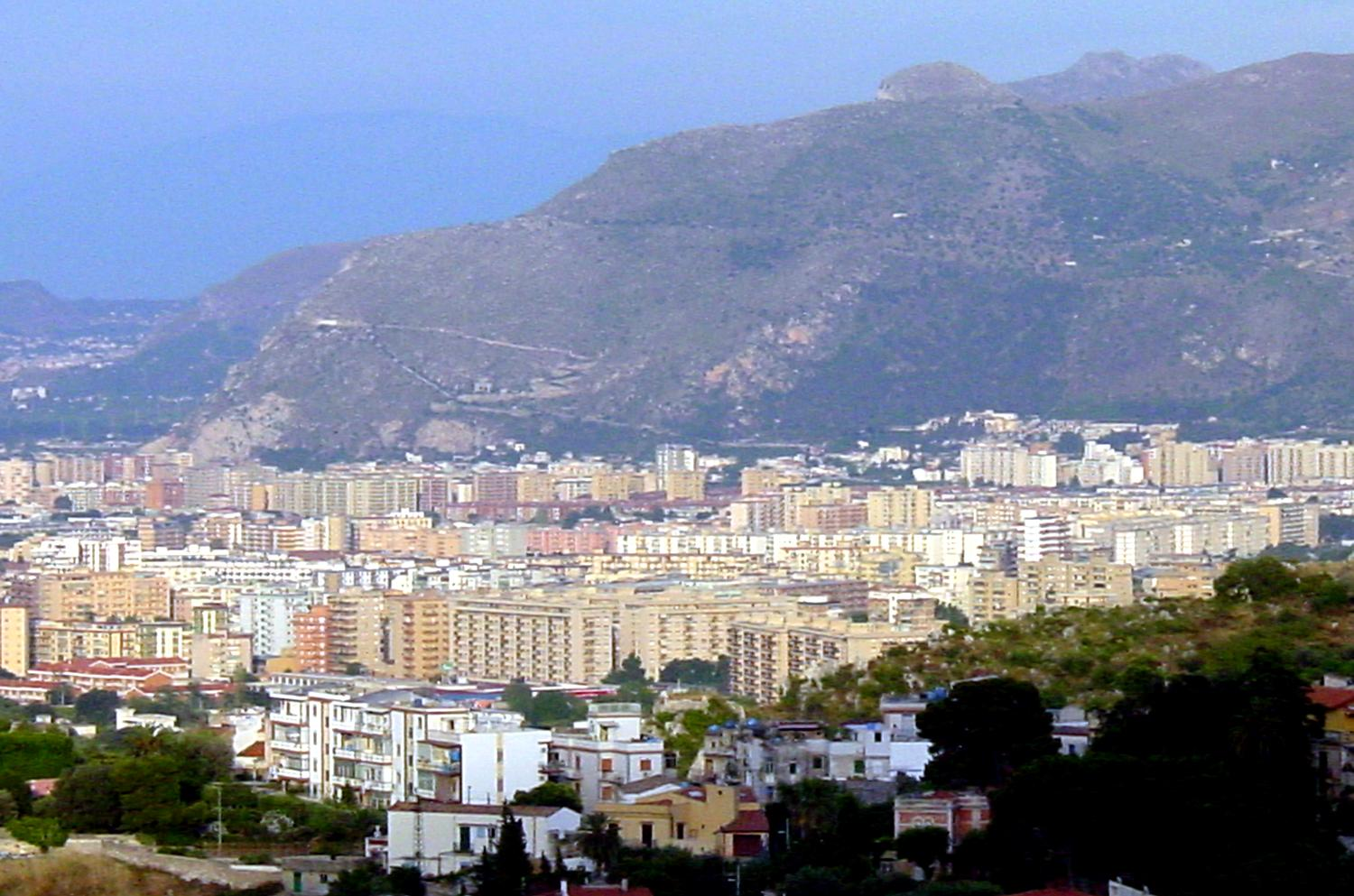
Umberto Maglioli impegnato sulla salita al Monte Pellegrino

Scesa in Sicilia per la disputa della Targa Florio in calendario il 14 maggio, la Lancia pensa bene di iscrivere una D20 alla cronoscalata del Monte Pellegrino (Palermo), che si disputa 4 giorni prima, domenica 10 maggio, su un percorso di 8750 metri. L'idea non è malvagia, dal momento che Umberto Maglioli (pilota designato a guidare la macchina lungo le rampe del monte palermitano) si aggiudica la vittoria assoluta. 
Questa la classifica finale (primi 10) della corsa (percorso Km 8,750):

Maglioli taglia vittorioso il traguardo della XXXVII Targa Florio

1.[#130] Maglioli Umberto (Lancia D20 coupé) 5'47”4/5, media Km/h 90,569

2.[#122] Bordonaro Luigi (Ferrari 212 spider) 5'55”2/5

3.[#114] Grimaldi Enzo (Osca 1100 spider) 6'09”4/5

4.[#---] Pucci Antonio (Lancia Aurelia B20-2500 coupé) 6'14”

5.[#124] Bornigia Franco (Lancia B20-2500) 6'17”4/5

6.[#---] Sebasti Scalera Sandro (Alfa Romeo 1900 TI berlina) 6'29”

7.[#---] Musmeci Nicola (Alfa Romeo 1900 TI berlina) 6'29”2/5

8.[#---] Donato Francesco (Ferrari 166) 6'34”4/5

9.[#---] Piccolo Mario (Nardi Danese-Bmw 750 spider) 6'37”

10.[#---] Casales Giovanni (Cisitalia 202) 6'43”
Italia, 1953, 14 maggio, XXXVII Targa Florio

Piero Taruffi transita in testa sul traguardo del settimo giro: di lì a poco una uscita di strada gli precluderà ogni possibilità di vittoria mettendolo fuori gara

Anche se un incidente alla vigilia della gara che mette fuori uso la D20 di Felice Bonetto potrebbe avere le sembianze di presagio negativo per la Lancia, così non sarà e, delle tre D20 regolarmente presentatesi al “via” (affidate a Giovanni Bracco, Umberto Maglioli e Piero Taruffi), una sola riuscirà a tagliare il traguardo, ma si aggiudicherà la vittoria assoluta, grazie anche all'abilità del suo pilota, Umberto Maglioli. Piero Taruffi, dal canto suo, compie una gara tutta d'attacco (tanto è vero che segna il giro più veloce della giornata) e transita in testa sino al settimo degli otto giri in programma, finendo però per uscire di strada proprio all'ultimo giro. La terza vettura, quella di Bracco, compie una gara più regolare ma è comunque costretta al ritiro per un incidente avvenuto nel corso del 4º giro.
Questa la classifica finale (primi 10) della corsa (percorso, 8 giri per totali Km 576,000):

1.[#76] Maglioli Umberto (Lancia D20 coupé) 7h08'35”4/5, media Km/h 80,635

2.[#98] Giletti Emilio (Maserati A6GCS/53 spider) 7h10'15”

3.[#66] Mantovani Sergio/Fangio Juan Manuel (Maserati A6GCS/53 spider) 7h13'43”

4.[#62] Valenzano Luigi (Lancia Aurelia B20-2500 coupé) 7h18'47”2/5

5.[#64] Bordoni Franco (Gordini 23S spider) 7h19'26”

6.[#70] Cabianca Giulio (Ferrari 250 MM) 7h27'01”3/5

7.[#48] Bornigia Mario (Lancia Aurelia B20-2500 coupé) 7h29'11”

8.[#50] Bonomi Roberto (Ferrari 225S) 7h35'18”

9.[#22] Stagnoli Antonio (Ferrari 225S) 7h37'24”4/5

10.[#72] Pucci Antonio (Lancia Aurelia B20-2500 coupé) 7h39'25”

Giro più veloce: il 7° di Taruffi Piero (Lancia D20 coupé) in 49'37” alla media di km/h 87,067
Francia, 1953, 13/14 giugno, XXI “24 Ore” di Le Mans

Decisamente sfortunata la “spedizione” oltralpe della Lancia per la ventunesima edizione della celeberrima “24 Ore” francese. Per l'occasione, la Casa torinese prepara 4 vetture, riducendone la cilindrata a 2693 cm³ e munendole di compressore Roots. Così modificati, i motori raggiungono una potenza di 240 HP (contro i 217 del motore 3 litri ad alimentazione atmosferica) che dovrebbe consentire alla vettura di superare i 230 km/h di velocità massima. Malgrado la meticolosa anche se un po' affrettata preparazione e l'utilizzo di piloti di provata capacità ed esperienza, la corsa ha un esito veramente disastroso per i nostri colori e nessuna delle 4 Lancia che si allineano al “via” riesce a vedere la bandiera a scacchi. Ma non solo: queste Lancia sovralimentate mostrano il loro limite anche nelle prestazioni velocistiche, dal momento che mai appaiono in grado di battersi con le varie Jaguar, Ferrari, Alfa Romeo, Cunningham e Gordini. A titolo di curiosità si può riferire che, sul rettilineo delle Hunaudiéres, la D20 più veloce viene cronometrata alla velocità di km/h 219,647, un valore dunque in assoluto solamente “discreto”.
Per la cronaca, questa la sequenza dei ritiri:

alla VI ora, dopo 65 giri, si ritira, causa un guasto allo spinterogeno, la D20 #32 di Felice Bonetto/Luigi Valenzano; alla XII ora, dopo 119 giri, è la volta della # 30 (Piero Taruffi/Umberto Maglioli) che accusa un guasto alla dinamo. Trascorrono circa 6 ore quando, alla diciottesima ora, cede la guarnizione della testata alla D20 #31 di Robert Manzon/Louis Chiron. Infine, pare a seguito di incidente (altre fonti parlano invece di problemi di motore), alla XXI ora (212 giri) esce di scena anche l'ultima D20 superstite, la #63 di Froilan Gonzales/Clemente Biondetti.
Portogallo, 1953, 20 giugno, III Gran Premio del Portogallo

Una settimana dopo la disfatta di Le Mans, un'altra pesante sconfitta attende la squadra Lancia. La località dello scontro è sul circuito cittadino di Porto, dove è in programma il locale Gran Premio, aperto alle vetture del gruppo sport. Partono tre D20 (Piero Taruffi, col #10, Felice Bonetto, col #12, e Robert Manzon col #14) ma, anche stavolta, nessuna di loro riesce a portare a termine la gara: Taruffi esce di strada, mentre Bonetto e Manzon vengono fermati da avarie meccaniche. C'è però da dire che in questa corsa, quanto meno, le D20 si dimostrano più competitive, al punto che Felice Bonetto è in testa quando, a 5 giri dalla fine, viene messo KO da un irreparabile guasto al motore.
Ma in casa Lancia si sta correndo rapidamente ai ripari, predisponendo l'erede naturale della D20, lo spider D23, destinato a debuttare a Monza il 29 giugno.
Italia, 1953, 29 giugno, VI Gran Premio dell'Autodromo di Monza

Panoramica sulle tre Lancia che prenderanno il "via" al VI Gran Premio dell'Autodromo: i due spider sono le nuove D23, la berlinetta (numero 6) è la D20 che verrà guidata con scarsa fortuna da Robert Manzon

In questa corsa monzese, che vede il debutto della erede spider D23, la berlinetta D20 disputa la sua ultima gara in circuito. È ancora una volta una prestazione non troppo soddisfacente, che relega la berlinetta (affidata a Robert Manzon) al 13º posto nella “prima manche” e che si conclude con un ritiro per bloccaggio del motore nella “seconda manche”. Ma ormai gli occhi e le attenzioni sono puntate sulla nuova D23.
Questa, comunque, la classifica (completa) relativa alla prima manche (35 giri, pari a Km 220,500):

1.[#12] Villoresi Luigi (Ferrari 250 MM coupé) 1h15'36”3/10, media Km/h 174,988

2.[# 4] Bonetto Felice (Lancia D23 spider) 1h15'44”7/10

3.[#---] Farina Nino (Ferrari) 1h15'46”3/10

4.[#---] Hawthorn Mike (Ferrari) 1h17'05”5/10

5.[#---] Castellotti Eugenio (Ferrari) 1h16'52”8/10 a 1 giro

6.[#---] Casella Salvatore (Gordini) 1h17'43” a 1 giro

7.[#---] Bordoni Franco (Gordini) 1h15'41” a 2 giri

8.[#---] Piotti Luigi (Ferrari) 1h15'59”7/10 a 2 giri

9.[#---] Bonomi Roberto (Ferrari) 1h16'31”3/10 a 2 giri

10.[#---] Scotti Piero (Ferrari) 1h15'37”9/10 a 3 giri

11.[#---] Stagnoli Antonio (Ferrari) 1h15'38”2/10 a 3 giri

12.[#---] Giletti Emilio (Maserati A6GCS/53 spider) 1h15'41”7/10 a 3 giri

13.[# 6] Manzon Robert (Lancia D20 coupé) 1h15'42”4/10 a 3 giri

14.[#---] Simon Yvonne (Ferrari 166 spider) 1h15'49”8/10 a 8 giri
Italia, 1953, 5 luglio, XVI Coppa della Consuma

Il 5 luglio 1953 segna la data dell'ultima apparizione in corsa di una berlinetta D20. L'occasione è fornita, in quel di Firenze, dalla corsa in salita lungo le rampe che conducono da Pontassieve al Passo della Consuma. Nella fattispecie, la pensionanda berlinetta è affidata a Clemente Biondetti, che compie un'ottima prova classificandosi secondo assoluto alle spalle della barchetta “3 litri” Ferrari di Piero Scotti.
Questa la classifica finale (primi 10) della corsa (percorso Km 12,500):

1.[#142] Scotti Piero (Ferrari 3000 spider) 7'56”3/5, media Km/h 94,418

2.[#140] Biondetti Clemente (Lancia D20 coupé) 8'14”4/5

3.[#---] Piodi Roberto (Lancia Aurelia B20-2500 coupé) 8'21”2/5

4.[#---] Bona Plinio (Lancia Aurelia B20-2500 coupé) 8'27”1/5

5.[#---] Cornacchia Franco (Ferrari 212) 8'36”1/5

6.[#---] Terigi Aldo (Ermini-Fiat 1100) 8'46”2/5

7.[#---] Brandi Attilio (Ermini-Fiat 1100) 8'49”2/5

8.[#---] Contini Ettore (Lancia Aurelia B20-2500 coupé) 9'00”4/5

9.[#---] Puma Ugo (Ermini-Fiat 1100) 9'01”1/5

10.[#---] Soldaini Piero (Alfa Romeo 1900 Sprint) 9'14”.